# Bishrelt Khoromkhon FC
Der Bishrelt Khoromkhon Football Club, bis Oktober 2024 als Khoromkhon Club bekannt, ist ein 1999 gegründeter mongolischer Fußballverein aus Ulaanbaatar, der 2020 in der ersten Liga, der National Premier League (Mongolei), spielt.

## Erfolge
- Mongolischer Meister: 2005, 2014
- Mongolischer Pokalsieger: 2005
- Mongolischer Pokalfinalist: 2023, 2023/24
- Mongolischer Zweitligameister: 2021/22  ▲
- Mongolischer Zweitligavizemeister: 2018  ▲, 2020  ▲

## Stadion

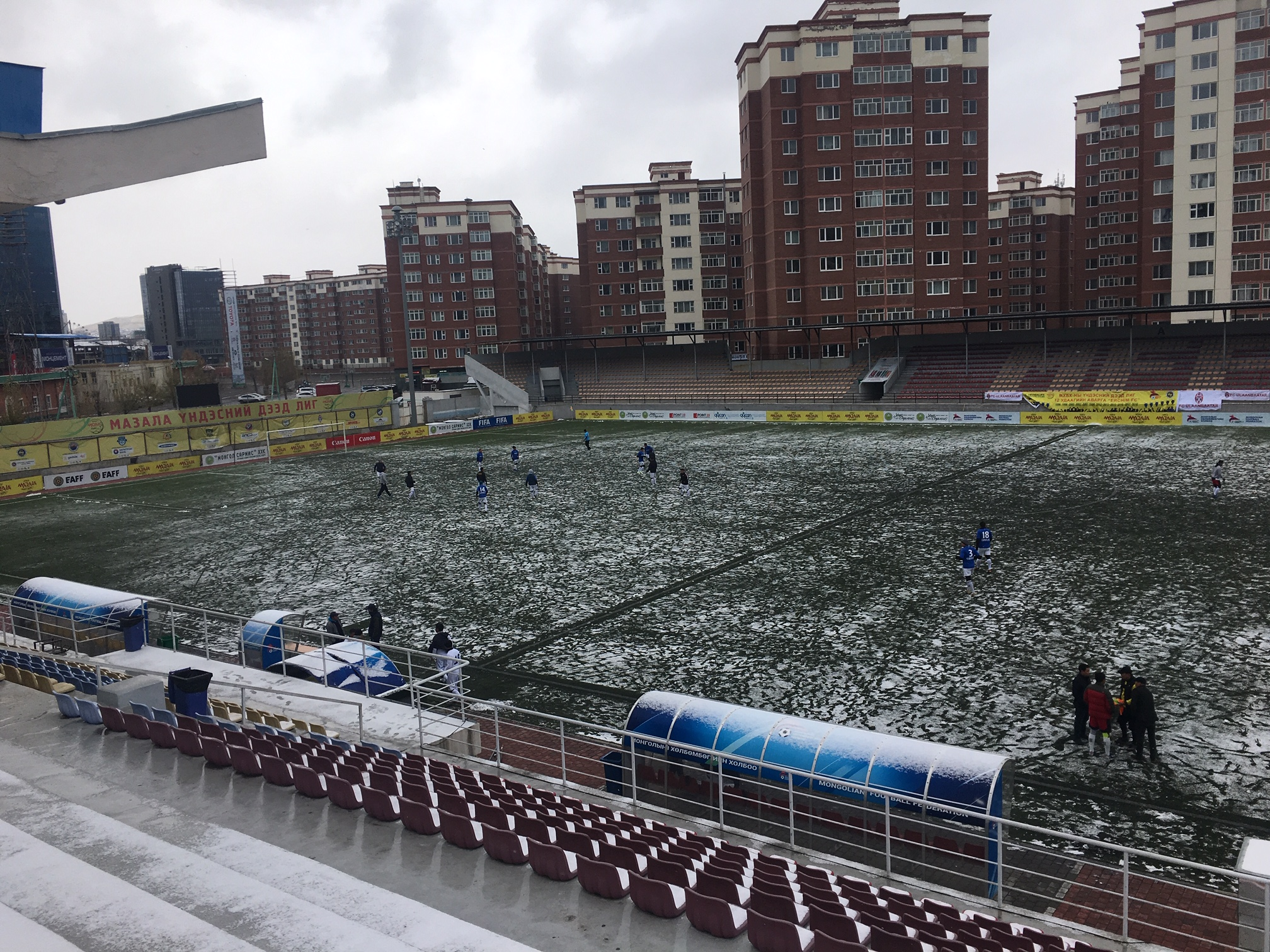
MFF Football Centre

Der Verein trägt seine Heimspiele im MFF Football Centre in Ulaanbaatar aus. Das Stadion hat ein Fassungsvermögen von 5000 Personen.
Koordinaten: 47° 54′ 0,4″ N, 106° 54′ 58,6″ O

## Saisonplatzierung
| Saison                 | Liga                    | Level           | Platz           | Mongolia Cup    |
| Khoromkhon Club        | Khoromkhon Club         | Khoromkhon Club | Khoromkhon Club | Khoromkhon Club |
| ---------------------- | ----------------------- | --------------- | --------------- | --------------- |
| 2014                   | National Premier League | 1               | 1.              |                 |
| 2015                   | National Premier League | 1               | 4.              |                 |
| 2016                   | National Premier League | 1               | 3.              | Halbfinale      |
| 2017                   | National Premier League | 1               | 9. ▼            | Viertelfinale   |
| 2018                   | Mongolia 1st League     | 2               | 2. ▲            | Viertelfinale   |
| 2019                   | National Premier League | 1               | 9. ▼            | Viertelfinale   |
| 2020                   | Mongolia 1st League     | 2               | 2. ▲            |                 |
| 2021                   | National Premier League | 1               | 9. ▼            |                 |
| 2021/22                | Mongolia 1st League     | 2               | 1. ▲            |                 |
| 2022/23                | National Premier League | 1               | 8.              | 2. Platz        |
| 2023/24                | National Premier League | 1               | 6.              | 2. Platz        |
| Bishrelt Khoromkhon FC |                         |                 |                 |                 |
| 2024/25                | National Premier League | 1               | 5.              |                 |